# Fosfolipide-idroperossido glutatione perossidasi
La fosfolipide-idroperossido glutatione perossidasi è un enzima appartenente alla classe delle ossidoreduttasi, che catalizza la seguente reazione:
2 glutatione + un lipide idroperossido ⇄ glutatione disolfuro + lipide + 2 H2O
L'enzima è una proteina contenente un residuo di selenocisteina. I prodotti di reazione della lipossigenasi numero EC 1.13.11.12 sui fosfolipidi possono agire da accettori; anche H2O2 può agire, ma più lentamente (cf. numero EC 1.11.1.9 glutatione perossidasi).